# Роменский 174-й пехотный полк
174-й пехотный Роменский полк — пехотная воинская часть Русской императорской армии.
Полковой праздник — 9 мая.
Старшинство по состоянию на 1914 — 27 марта 1811

## История
- Сформирован 17 января 1811 как Полтавский Внутренний Губернский полубатальон корпуса Внутренней Стражи в составе 2 рот
- 27 марта 1811 была сформирована 3-я рота
- 12 марта 1812 переименован в Полтавский Внутренний Губернский батальон
- с 14 июля 1816 Полтавский Внутренний Гарнизонный батальон
- 17 января 1817 была сформирована 4-я рота
- с 13 августа 1864 Полтавский Губернский батальон № 23
- с 26 августа 1874 Полтавский местный батальон
- летом 1877 3-я и 4-я роты батальона отделены и развернуты в 27-й резервный батальон. 3-я и 4-я роты сформированы вновь.
- с 31 августа 1878 63-й резервный пехотный кадровый батальон
- 19 марта 1880 пожаловано простое знамя без надписи[2]
- с 25 марта 1891 Роменский резервный пехотный батальон
- с 25 марта 1891 развернут в двухбатальонный 187-й Роменский резервный пехотный полк
- 1 января 1898 переформирован в 174-й пехотный Роменский полк четырехбатальонного состава[3]
- в марте 1911 пожаловано юбилейное простое знамя с юбилейной Александровской лентой «1811-1911»

## Знаки отличия полка к 1914
- юбилейное простое знамя с юбилейной Александровской лентой «1811-1911»

## Командиры полка
- 02.12.1891—20.04.1903 — полковник Клоченко, Пётр Иванович
- 25.04.1903—30.09.1906 — полковник Стремоухов, Николай Петрович
- 04.11.1906—15.06.1910 — полковник Кольшмидт, Виктор Брунович
- 20.07.1910—30.01.1913 — полковник Российский, Алексей Александрович
- 13.02.1913—06.07.1915 — полковник Владимиров, Владимир Григорьевич

## Участие в боевых действиях
Полк — активный участник Наревской операции 10-20 июля 1915 г.